# Свято-Успенська церква (Умань)
Свято-Успенська церква — чинна церква у місті Умань. Парафія належить до УПЦ МП. Знаходиться в мікрорайоні «Міщанка».

## Історія
Церква була збудована впродовж 1905—1907 рр. на цвинтарі уманського Успенського собору. Парафія її була невеликою: у 1910 р. парафіян налічувалось 441 особа, а до 1913 р. їх чисельність подвоїлась. На території парафії розміщувалось 113 дворів, мешканцями яких було 927 осіб. Таку кількість парафіян обслуговував церковний причт у кількості лише двох осіб — священика та псаломника. Так як церква не мала землі, то їм доплачували щорічно відповідно 300 і 100 рублів. Крім того, церква отримувала також і «кружечные доходы» в розмірі 1000 рублів. На території парафії діяв цегельний завод, який робив благочинні внески на користь храму та його причту. Причт храму дбав про церковнопарафіяльну школу на Міщанці, яка функціонувала тут ще з кінця XIX ст. Його діяльність у цьому напрямку була досить успішною: у 1913 р. в школі навчалось 62 учні (39 хлопчиків та 23 дівчинки).